# Taeniaptera osculati
Taeniaptera osculati är en tvåvingeart som först beskrevs av Camillo Rondani 1851.  Taeniaptera osculati ingår i släktet Taeniaptera och familjen skridflugor.
Artens utbredningsområde är Ecuador. Inga underarter finns listade i Catalogue of Life.